# Hyperoodon
Hyperoodon là một chi động vật có vú trong họ Ziphiidae, bộ Cetacea. Chi này được Lacépède miêu tả năm 1804. Loài điển hình của chi này là Hyperoodon butskopf Lacépède, 1804 (= Balaena ampullata Forster, 1770).

## Các loài
Chi này gồm các loài:
- Hyperoodon ampullatus (Forster, 1770)
- Hyperoodon planifrons Flower, 1882

## Hình ảnh

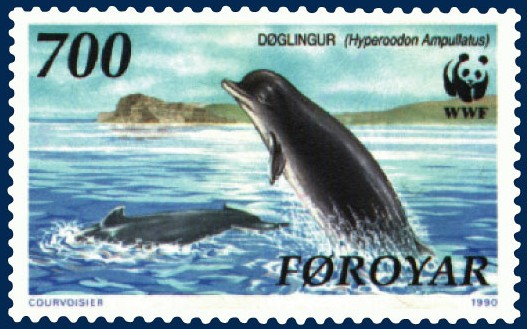
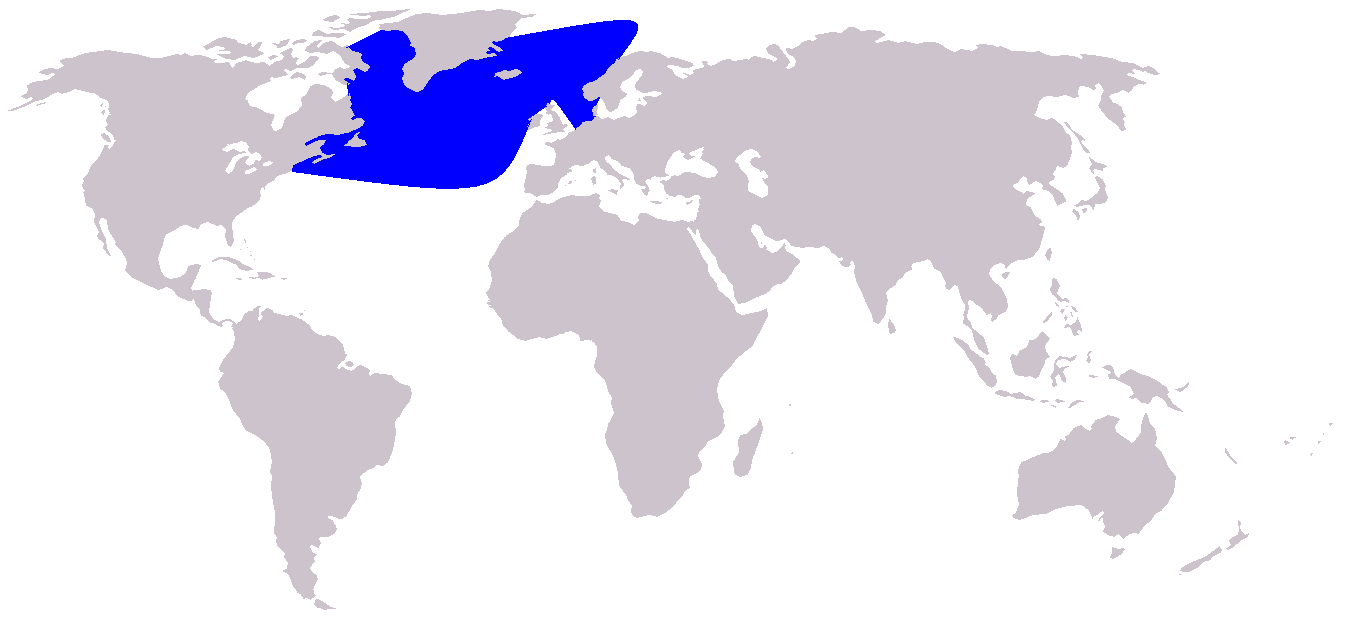